# William Amherst, 1. Earl Amherst

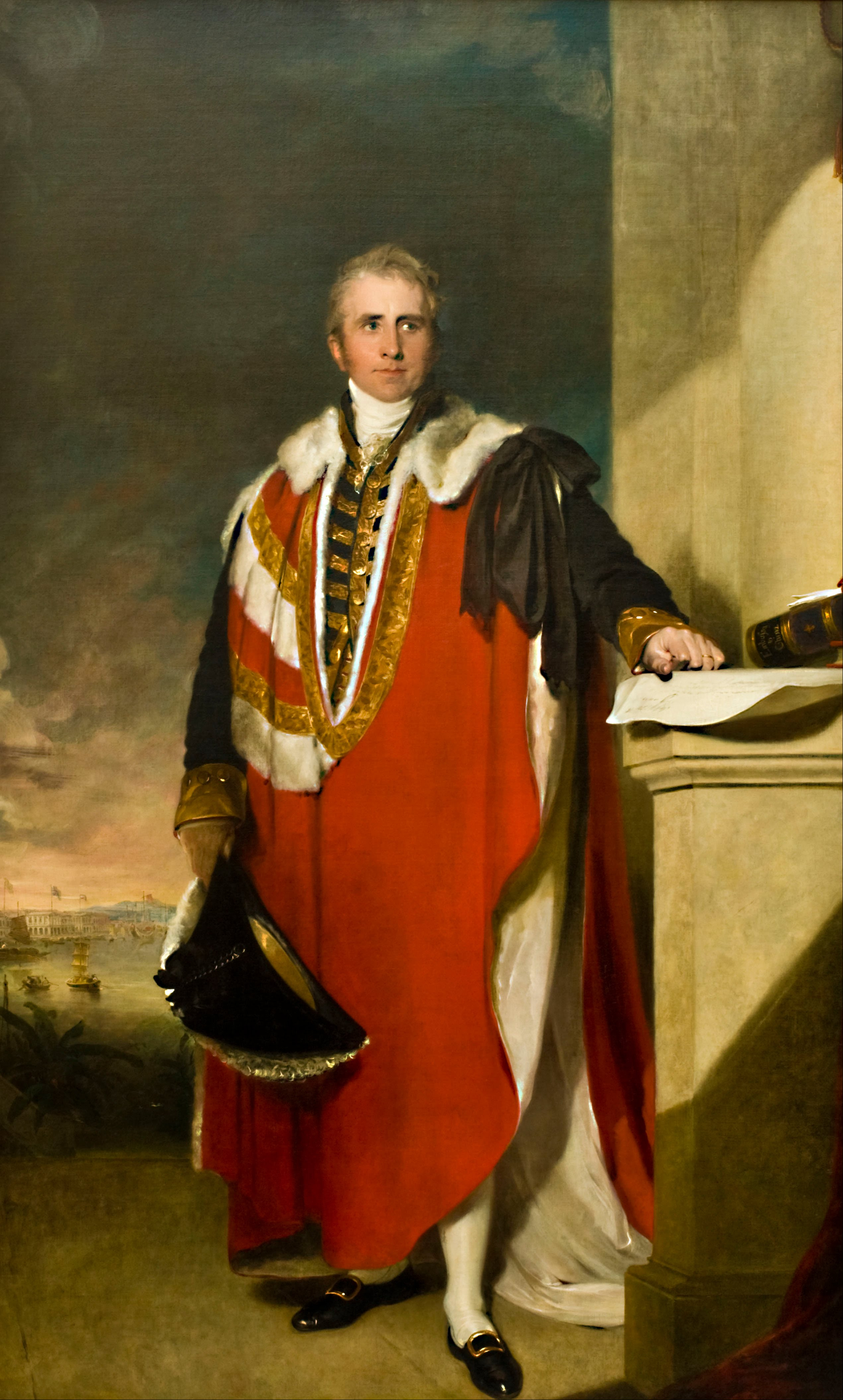
Lord Amherst in der Parlamentsrobe eines Barons (Gemälde von Thomas Lawrence, 1821)

William Pitt Amherst, 1. Earl Amherst GCH PC (* 14. Januar 1773 in Bath; † 13. März 1857 in Knole House, Sevenoaks) war ein britischer Politiker und Staatsmann. Er war Generalgouverneur von Indien von August 1823 bis Februar 1828.

## Kindheit und Ausbildung
Geboren wurde Amherst als Sohn des Lieutenant-General William Amherst (1732–1781) und seiner Frau Elisabeth Paterson († 1776/7). Aufgewachsen auf der Isle of Wight, nahm nach dem Tod der Eltern sein Onkel Jeffrey Amherst, 1. Baron Amherst ihn und seine zwei Schwestern zu sich. 1793 unternahm er eine Kavalierstour nach Kontinentaleuropa, wo er seine künftige Frau Sarah Archer, Witwe des 5. Grafen von Plymouth kennenlernte. Nach dem Tode seines kinderlosen Onkels Jeffrey erbte er 1797 den Titel Baron Amherst, of Montreal in the County of Kent. Damit wurde er Mitglied des britischen House of Lords, wo er jedoch nur selten und nicht sehr eloquent sprach. Er besuchte die Westminster School und schloss sein Studium am Christ Church College der Universität Oxford 1797 als Master of Arts ab. Dort fiel er nicht durch besondere akademische Leistungen auf.

## Karriere als Höfling, Diplomat und Politiker

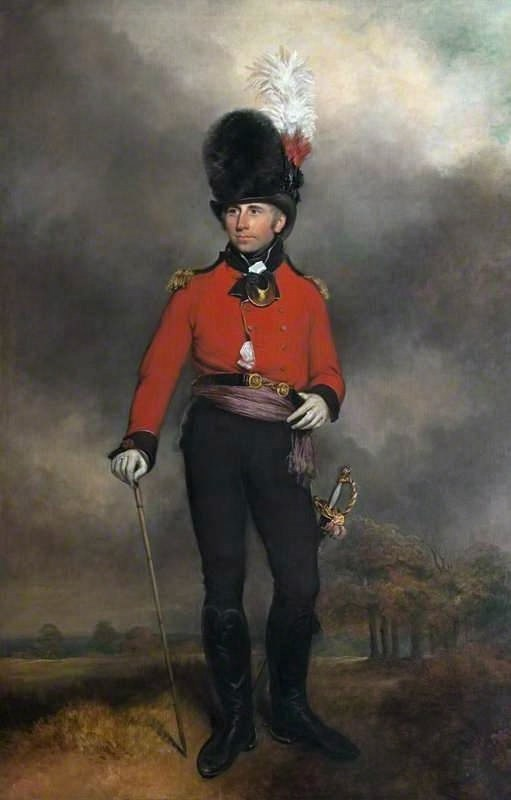
Lord Amherst in der Uniform des St James's Loyal Volunteer Regiments. Gemälde von Arthur William Devis, 1803

Von 1804 bis 1813 und erneut von 1815 bis 1820 hatte er das Hofamt eines Lord of the Bedchamber für König Georg III. inne.
Von 1809 bis 1811 war er britischer Gesandter am Hof von Neapel. Er versuchte erfolglos und weitgehend auf eigene Hand, zwischen den lokalen Konstitutionalisten, welche die napoleonische Verfassung beibehalten wollten, und dem exilierten Bourbonen-König Ferdinand III. von Sizilien sowie seiner reaktionären Frau Maria Karolina von Österreich zu vermitteln und wurde 1811 abberufen, worauf er sich ins Privatleben zurückzog.
Dezember 1815 wurde er durch den Prinzregenten in den Kronrat aufgenommen.

### Sonderbotschafter im Kaiserreich China
Nach dem Scheitern der Macartney-Mission von 1792/93 stand Amherst an der Spitze der Amherst-Mission, die der Prinzregent Georg im Namen seines Vaters, König Georg III., 1816 nach China entsandte, um Schwierigkeiten zwischen Britischen Händlern und ihren chinesischen Partnern zu besprechen und Problemen wegen des britischen Vordringens von Indien nach Osten vorzubeugen. Das Ziel war, reguläre diplomatische Beziehungen zu dem Kaiserreich China der Qing-Dynastie anzuknüpfen. Der Chirurg Clarke Abel begleitete die Mission auf Anregung von Joseph Banks als Naturkunder und publizierte ein Buch über die Reise.
Die Mission verließ im Februar 1816 England und erreichte im Juli Kanton in China, wo sie angewiesen wurde, nach Tientsin am Fluss Pei Ho weiterzusegeln. Dort weigerte sich Amherst, einen Kotau vor einer Drachenfigur (Symbol für den Kaiser) zu machen. Auf Anraten des mitreisenden zweiten königlichen Kommissars George Thomas Staunton wurde im Gegenzug gefordert, dass ein Mandarin vor einem Porträt Georgs III. niederknien solle, was verweigert wurde; auch Amhersts weiterer Vorschlag, dass jeder chinesische Gesandte vor König Georg III. in derselben Weise niederknien solle, wurde verworfen.
Amherst erreichte nach anstrengender Reise schließlich am Abend des 29. August 1816 den kaiserlichen Sommerpalast bei Peking. Dort erhielt er den Befehl Kaiser Jiaqings, zu einer sofortigen Audienz zu erscheinen. Da er befürchtete, dass er durch die unübliche Kurzfristigkeit und Hektik der Situation dazu gedrängt werden sollte, den Kotau vor dem Kaiser wie vormals gefordert zu vollziehen, lehnte er die Audienz ab. Er wurde daraufhin noch am selben Abend nach Tongzhou zurückgeschickt und seine Mission war gescheitert. Er wurde über Tientsin nach Kanton geleitet, wo er sich am 20. Januar 1817 nach England einschiffte.
Auf dem Rückweg entlang der koreanischen Küste und den Ryūkyū-Inseln lief sein Schiff, die HMS Alceste, in der Gaspar-Straße (Javasee – Karimata-Straße) auf einen Felsen und sank. Amherst und ein Teil seiner Begleiter retteten sich nach Batavia. Auf der Heimreise landeten sie auch auf der Insel St. Helena. Dort hatte Amherst mehrere Gelegenheiten, mit Napoleon Bonaparte zu sprechen. 1817 gelangten sie zurück nach England.

### Generalgouverneur von Indien
Obwohl seine Mission gescheitert war, wurde dies Amherst nicht persönlich angelastet. Von 1820 bis 1823 und 1829 bis 1830 war er  Lord of the Bedchamber, nun von König Georg IV. Als im Jahr 1823 der Marquess of Hastings als Generalgouverneure von Fort William (Indien) in den Ruhestand versetzt wurde, wurde Amherst zu seinem Nachfolger ernannt. Wichtigstes Ereignis seiner Regierung war der Erste Anglo-Birmanische Krieg (1824–1826), in dessen Folge Arakan und Tenasserim an das britische Empire abgetreten wurden.
Amherst war, zumindest zu Beginn seiner Amtszeit in Kalkutta, ein unerfahrener Gouverneur. Stark beeinflusst wurde er von hochrangigen Offizieren in Bengalen, wie Sir Edward Paget. Zu dieser Zeit hatte Britisch-Bengalen Territorialstreitigkeiten mit Burma. Amhersts kommissarischer Vorgänger John Adam hatte die anglo-burmesische Grenze am Naf festschreiben wollen. Am 24. September 1823 befahl Amherst, in Birma einzumarschieren. In dem Ersten Anglo-Birmanischen Krieg in den folgenden zwei Jahren fielen auf der britischen Seite ungefähr 15.000 Soldaten. Die Kosten beliefen sich auf 5 Millionen Pfund, was zu einer Wirtschaftskrise in Indien führte. Die Truppen waren demoralisiert, viele Soldaten desertierten und im Oktober 1824 kam es in Barrackpore zu einer Meuterei der 47th Bengal Native Infantry unter Binda Tiwari, die mit lokalen Hilfstruppen brutal niedergeschlagen wurde. Nur einigen mächtigen Freunden, wie George Canning und dem Duke Wellington, war es zu verdanken, dass er aus dieser Kampagne unbeschadet heraustrat. Der Krieg veränderte seine Haltung zu Burma wesentlich, da er sich hartnäckig weigerte, Süd-Burma zu annektieren. 1826 starb sein ältester Sohn Jeffrey in Barrackpoore. Da es Amherst nicht gelang, seinen Ruf zu stabilisieren, reiste er am 13. März 1827 nach England zurück. William Butterworth Bayley übernahm kommissarisch sein Amt, bis am 4. Juli 1828 Lord William Cavendish-Bentinck als neuer Generalgouverneur in Indien ankam.
Nach seiner Rückkehr nach England wurde Amherst am 19. Dezember 1826 zum Earl Amherst, of Arracan in the East Indies, und Viscount Holmesdale in the County of Kent erhoben. 1834 wurde er als Knight Grand Cross des Guelphen-Ordens ausgezeichnet. Eine Ernennung zum Vizekönig von Irland scheiterte am Widerstand Wellingtons. Am 1. April 1835 wurde er dann zum Generalgouverneur von Kanada ernannt, diese Ernennung wurde aber nach dem Rücktritt des Premierministers Robert Peel am 8. April 1835 widerrufen.
Danach zog sich Amherst endgültig aus der Politik zurück. Er widmete sich der Verbesserung der Straßen in Kent und gründete in Sevenoaks eine Sparkasse.

## Privatleben
In erster Ehe heiratete er am 24. Juli 1800 Hon. Sarah Archer (1762–1838), Tochter des Andrew Archer, 2. Baron Archer und Witwe des Other Hickman-Windsor, 5. Earl of Plymouth († 1799). Sie brachte mehrere Kinder mit in die Ehe, und sie hatten vier gemeinsame Kinder:
- Lady Sarah Elizabeth Pitt Amherst (* 9. Juli 1801; † 8. August 1876), ⚭ Sir John Hay-Williams, 2. Baronet;
- Hon. Jeffrey Amherst (* 29. August 1802; † 2. August 1826 in Barakpur in Bengalen);
- William Pitt Amherst, 2. Earl Amherst (* 3. September 1805; † 26. März 1886), ⚭ Gertrude Percy, Tochter des Bischofs von Carlisle und Rochester;
- Hon. Frederick Campbell Amherst (* 10. März 1807; † 12. Oktober 1829).

Der Amherstfasan wurde nach der ersten Lady Amherst benannt, welche diese Art erstmals nach Bedfordshire einführen ließ.
Nach dem Tod seiner Frau im Mai 1838 heiratete er 1839, im Alter von 66 Jahren, in zweiter Ehe die 47-jährige Lady Mary Sackville (1792–1864), Tochter von John Sackville, 3. Duke of Dorset und Witwe von Other Hickman-Windsor, 6. Earl of Plymouth (1789–1833), die Schwiegertochter seiner ersten Frau. Dies war zwar eine sehr ungewöhnliche Ehe, war aber weder durch das Kirchenrecht noch zivilrechtlich untersagt. Sie hatten keine Kinder.
Lord Amherst starb 1857 im Alter von 84 Jahren in Knole House, dem Familiensitz seiner zweiten Frau. Er wurde in Sevenoaks begraben.